# ناز ادواردز
نازیگ دُمبالاگیان (ارمنی: Նազիգ Դոմբալագիան؛ با نام هنری ناز ادواردز (ارمنی: Նազ էդվարդզ؛ زادهٔ ۲ فوریهٔ ۱۹۵۲) یک خواننده، صداپیشه و ستاره برادوی ارمنی-آمریکایی است.

## زندگی‌نامه
وی در ۲ فوریهٔ ۱۹۵۲ در فیلادلفیا به دنیا آمد.

## گزیده فیلمشناسی
از فیلم‌ها یا برنامه‌های تلویزیونی که وی در آن نقش داشته‌است می‌توان به صداپیشگی سیلور مون (۱۹۹۵) در نقش Queen Beryl در چهل قسمت اشاره کرد.